# Estratégia nuclear

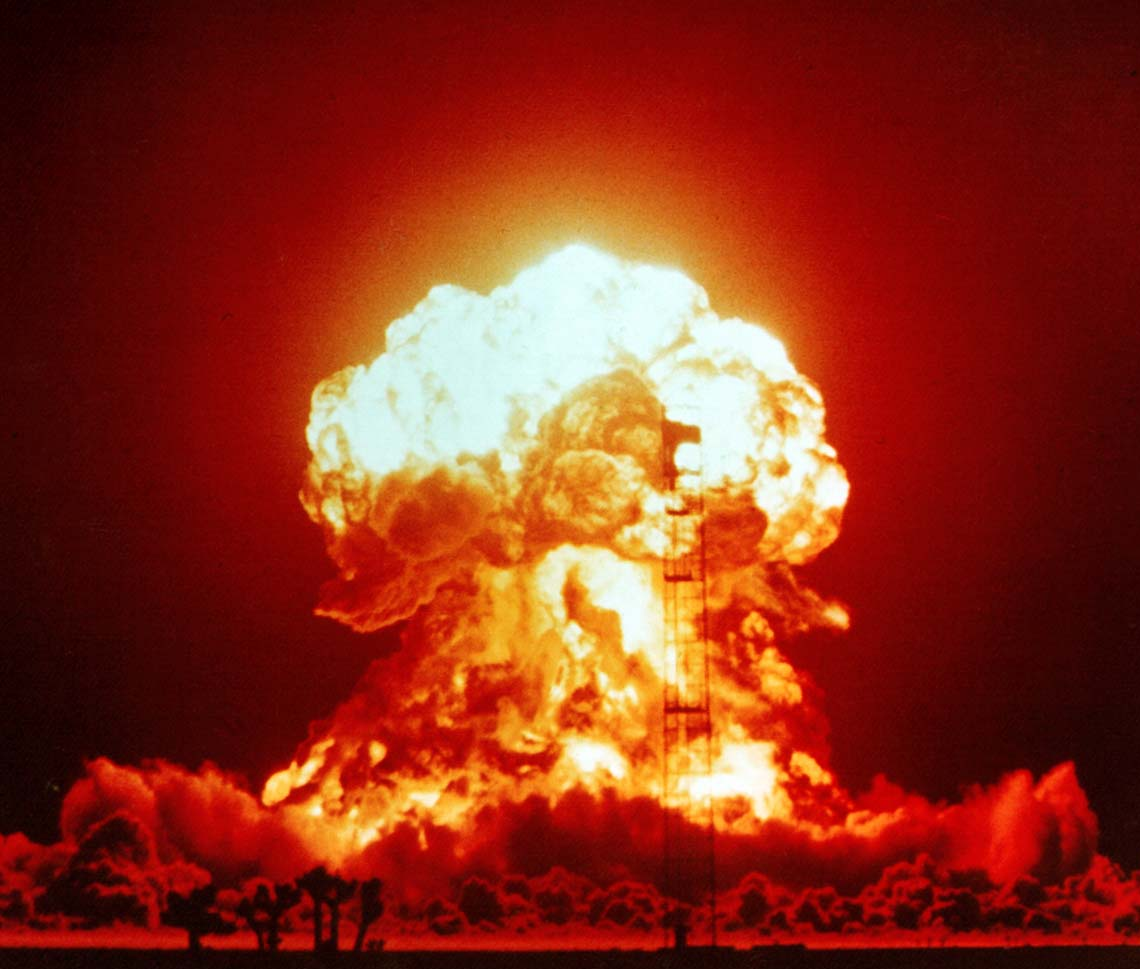
Teste nuclear realizado em 18 de Abril de 1953 na Área de Testes de Nevada, nos Estados Unidos.

Estratégia nuclear envolve o desenvolvimento de uma doutrina e estratégias para produção e uso de armas nucleares e seus respectivos sistemas de lançamento ou entrega.
Como uma sub-ramificação da estratégia militar,  a estratégia nuclear busca empregar armas nucleares com fins políticos. Além do planejamento de uso corrente de armas nucleares, seja no campo de batalha, para fins táticos, seja contra valor (infra-estrutura e cidades) para fins estratégicos, uma grande parte da estratégia nuclear envolve o uso das armas nucleares principalmente como ferramenta de barganha ou de dissuasão.

## Estratégia nuclear
Dentre os problemas levantados pelos estrategistas e que são considerados relevantes para a formulação de uma "estratégia nuclear", destacam-se questões como:

Sistema de lançamento de ogivas múltiplas MIRV por um míssil balístico intercontinental do tipo Minuteman III.

- Quais condições promovem o interesse de uma nação para desenvolver armas nucleares?
- Quais tipos de armas nucleares devem ser desenvolvidas?
- Quais os meios ou sistemas de lançamento mais adequados para lançar as armas nucleares contra potenciais adversários?
- Que conjugação de armas nucleares e sistemas de lançamento é eficiente em termos de dissuasão nuclear?
- Quando e como tais armas podem ser usadas?

## Estratégia e dissuasão nuclear
Muitas estrategistas argumentam que a estratégia nuclear difere de outras formas de estratégia devido ao imenso poder que estas armas possuem, caso sejam usadas em busca de uma vitória nos termos do tradicional senso militar. Outros consideram que estas armas não permitem alcançar uma vitória no sentido tradicional da guerra, na medida em que esta seria baseada na busca por desarmar o inimigo e impor condições e exigências políticas, o que não poderia, ao menos teoricamente, ocorrer contra um inimigo totalmente destruído. Neste sentido, seria impossível (ao menos teoricamente) a ocupação militar do território do adversário que teria sido atacado pesadamente com armas nucleares, devido à contaminação radiológica.
Talvez por isso tudo a parte mais importante da estratégia militar nuclear seja, justamente, determinar como prevenir e deter seu uso, uma parte crucial da ideia de dissuasão nuclear incluída no conceito de destruição mútua assegurada (MAD).

## Proliferação nuclear
No contexto da proliferação nuclear e da manutenção do balanço do poder, os países que possuem armas nucleares também buscam prevenir que outros países adquiram armas nucleares como parte da estratégia nuclear. Isto ocorre não apenas porque a posse de tais armas nucleares teoricamente acabaria por impedir (ou aumentar muito o custo) de se lançar um ataque nuclear contra o país em questão; mas também porque isto acabaria por reduzir o poder relativo deste tipo de arma, que tem grande poder dissuasório em um mundo onde poucos países detém tais armas. Outro problema relacionado com a proliferação nuclear é o risco de que grupos terroristas venham a ter acesso a este tipo de armamento, acabando por utilizá-los em atentados.